# جوليس غوثير
جوليس غوثير هو سياسي كندي، ولد في 26 سبتمبر 1892، وتوفي في 15 ديسمبر 1975 في كيبك في كندا. حزبياً، نشط في الحزب الليبرالي الكندي. وقد انتخب عمدة وانتخب عضو مجلس العموم الكندي.